# صموئيل مراز
صموئيل مراز هو لاعب كرة قدم سلوفاكي في مركز الهجوم، ولد في 13 مايو 1997 في مالاتسكي في سلوفاكيا. شارك مع منتخب سلوفاكيا تحت 15 سنة لكرة القدم ومنتخب سلوفاكيا تحت 16 سنة لكرة القدم ومنتخب سلوفاكيا تحت 17 سنة لكرة القدم. أما مع النوادي، فقد لعب مع نادي إمبولي ونادي سينيتسا.

## وصلات خارجية
- صموئيل مراز على موقع الاتحاد الأوربي (الإنجليزية)
- صموئيل مراز على موقع قاعدة بيانات كرة القدم.إي يو (الإنجليزية)
- صموئيل مراز على موقع ناشيونال فوتبول تيمز (الإنجليزية)
- صموئيل مراز على موقع Soccerway.com (الإنجليزية)